# Сан-Б'яджо-ді-Каллальта
Сан-Б'яджо-ді-Каллальта (італ. San Biagio di Callalta, вен. San Biasio de Całalta) — муніципалітет в Італії, у регіоні Венето, провінція Тревізо.
Сан-Б'яджо-ді-Каллальта розташований на відстані близько 430 км на північ від Рима, 28 км на північ від Венеції, 11 км на схід від Тревізо.
Населення — 13 032 особи (2014).
Щорічний фестиваль відбувається 3 лютого. Покровитель — святий Власій.

## Демографія
Населення за роками:

Станом на 1 січня 2023 року в муніципалітеті офіційно проживав 1281 іноземець з 60 країн, серед них 279 громадян країн Євросоюзу та 40 громадян України.

## Сусідні муніципалітети
- Бреда-ді-П'яве
- Карбонера
- Монастієр-ді-Тревізо
- Понте-ді-П'яве
- Ронкаде
- Сальгареда
- Сілеа
- Ценсон-ді-П'яве